# Museu d'Arenys de Mar
El Museu d'Arenys de Mar consta de dues seccions diferenciades: el Museu Marès de la Punta i el Museu Mollfulleda de Mineralogia i a la vegada conserva i exposa la col·lecció de l'antic Museu Municipal Fidel Fita d'Arenys de Mar.

## El Museu Marès de la Punta

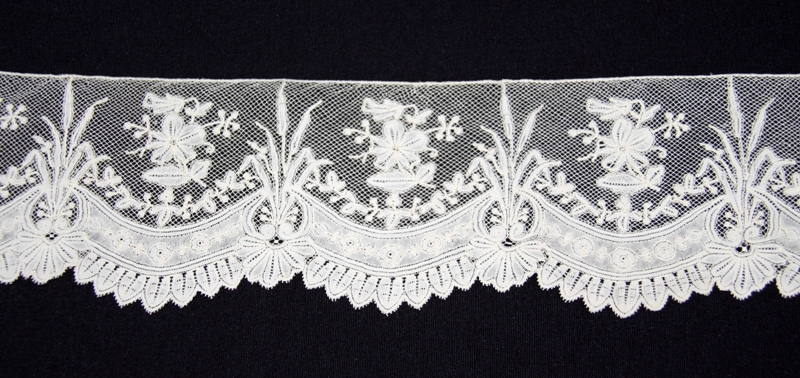
Volant de valenciennes,.

El Museu de la Punta està instal·lat en un edifici del segle xviii en el carrer de l'Església cantonada amb el carrer de Sant Jaume. Està protegit com a bé cultural d'interès local. Antigament era l'Hospital de Sant Jaume, que l'any 1983 s'habilita com a museu per a la col·lecció de puntes de Frederic Marès. La capella de Sant Jaume que hi havia al seu interior ara forma part del museu. És un edifici de tres plantes on destaca el portal principal fet amb pedra i amb la decoració en forma de "S" recargolada, sortint a les pedres de la base de cada brancal.
Actualment és un museu monogràfic, de puntes al coixí, que aplega diverses col·leccions, com ara la col·lecció Tórtola Valencia, La col·lecció Vives-Nadal i el fons Castells. El Museu Marès de la Punta ofereix la possibilitat de conèixer pràcticament totes les tècniques i els estils de l'art de les puntes, peces d'extraordinari valor per la seva singularitat i la delicadesa del treball. S'hi poden veure totes les tècniques de l'art de la randa: puntes al coixí, punt a l'agulla i brodats. A la sala 7 del Museu s'hi pot contemplar una important col·lecció de frontals de malla del segle XVI. Entre les col·leccions del Museu destaquen les peces de ret fi o punta d'Arenys.

## El Museu Mollfulleda de Mineralogia
Aquest museu es va fundar el 9 d'octubre de 1988 gràcies a la donació que Joaquim Mollfulleda i Borrell va fer de la seva col·lecció de minerals a la vila d'Arenys de Mar. Està situat a l'històric edifici on, el 1790, Josep Baralt va fundar la primera escola de nàutica d'Espanya. El Museu Mollfulleda de Mineralogia és un museu de caràcter científic que ofereix una valuosa col·lecció de minerals de tot el món classificats sistemàticament. Dins d'aquest conjunt es poden contemplar també peces de pràcticament totes les mines d'Espanya, algunes d'elles avui en dia tancades. A més de la col·lecció sistemàtica, el Museu té un espai dedicat a la mineralogia de Catalunya amb exemplars de totes les comarques, entre les quals destaquem les fluorites del Papiol, les celestines de Torà, la variscita de Gavà i les halites de Cardona. Es troba al carrer de l'església número 37-39.

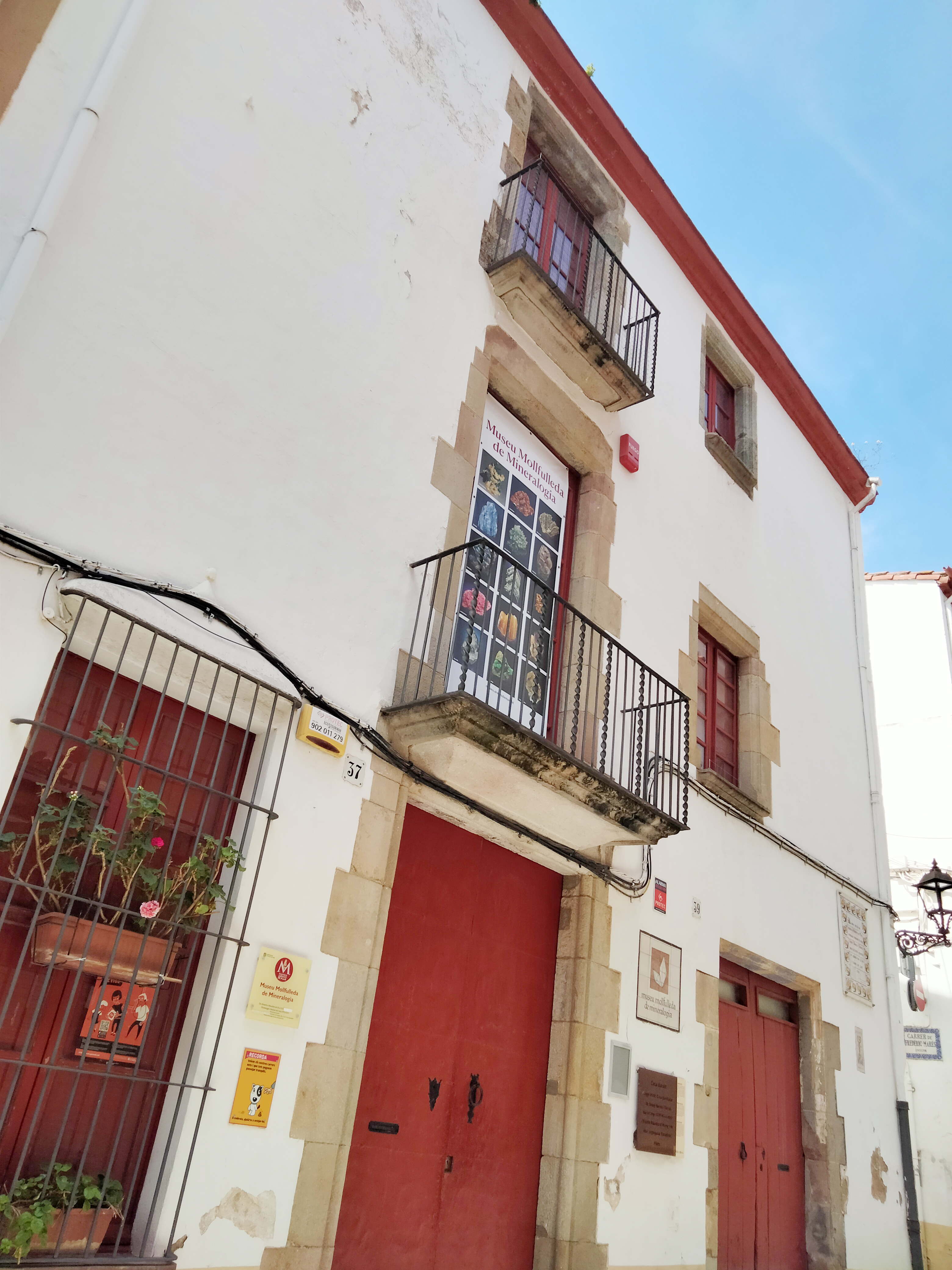
Museu Mollfulleda de Mineralogia

El Museu compta també amb un mòdul multisensorial anomenat "La Mirada Tàctil", un espai d'interpretació tàctil adreçat a tothom però especialment adaptat i dissenyat per aquells visitants que presenten alguns tipus de dificultats visuals, ceguesa o mobilitat reduïda.

## Arenys de Mar, una història
Una de les sales del Museu Marès de la Punta reuneix una part representativa de la col·lecció de l'antic Museu Municipal Fidel Fita que mostra a través de peces de diverses procedències la història d'Arenys de Mar. En aquest espai es troben les restes del poblat ibèric de la Torre dels Encantats, un dels més importants del Maresme, la col·lecció de peces de nàutica: eines de mestre d'aixa, instrumental de navegació del segle xix i altres objectes sobre la història d'aquesta vila.
El febrer de 2011, el museu va signar un acord amb el Museu de l'Estampació de Premià de Mar i el Consorci del Centre de Documentació i Museu Tèxtil de Terrassa, per dur a terme una política d'adquisicions coordinada i per treballar conjuntament en diferents àmbits de formació, recerca i documentació.